# کوزوکو

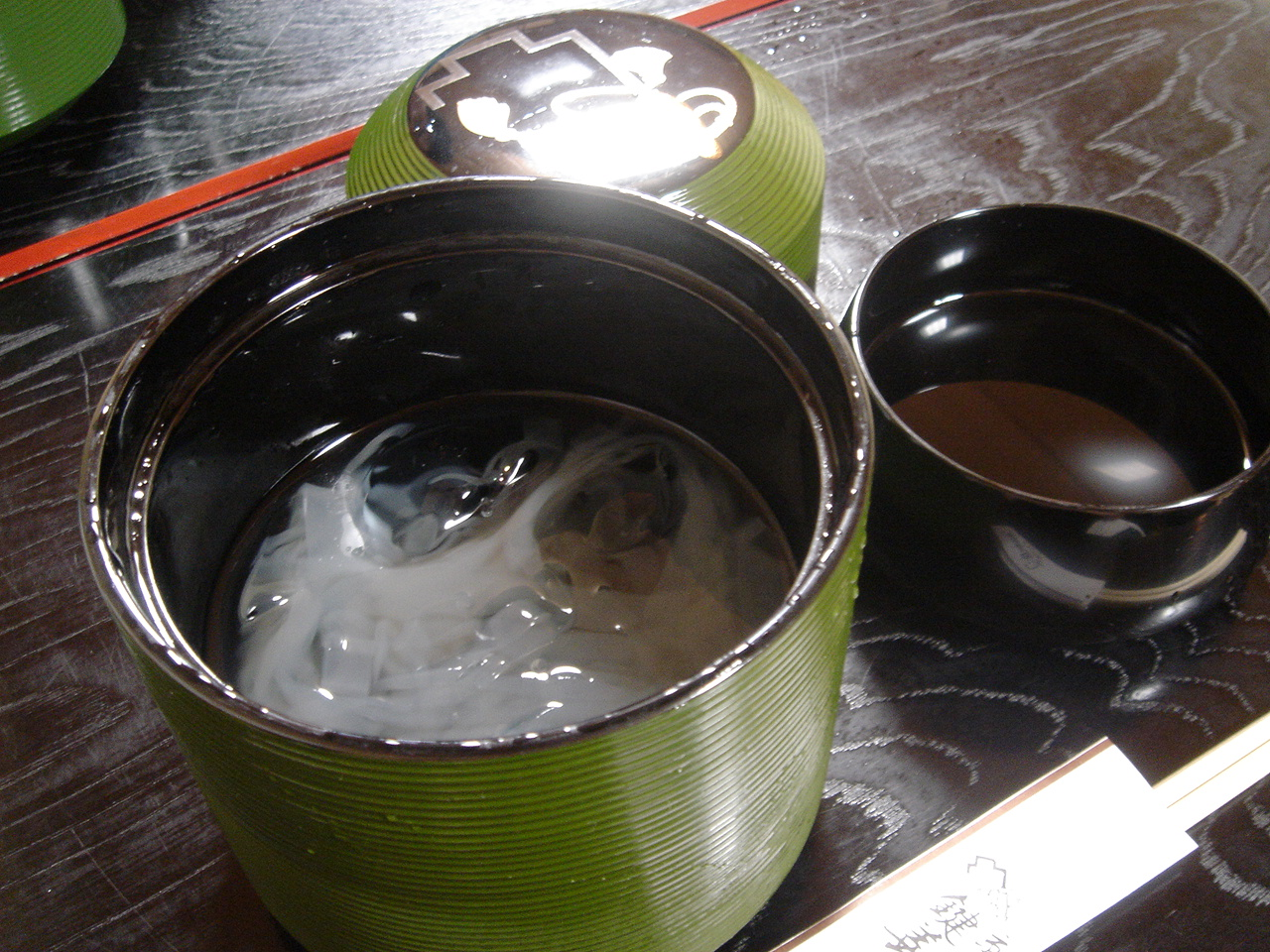
کوزوکی-کیری یک نوع دسر ژاپنی است که در آن از کوزو کو استفاده می‌شود.

کوزو کو (به ژاپنی: 葛粉 Kuzuko) یک نوع پودر نشاسته است که از ریشه گیاه تیریشه به دست می‌آید و در آشپزی ژاپنی و آشپزی چینی استفاده می‌شود.